# Brahmina braeti
Brahmina braeti är en skalbaggsart som beskrevs av Brenske 1896. Brahmina braeti ingår i släktet Brahmina och familjen Melolonthidae. Inga underarter finns listade.